# Allonnes (Maine i Loara)
Allonnes – miejscowość i gmina we Francji, w regionie Kraj Loary, w departamencie Maine i Loara.
Według danych na rok 2010 gminę zamieszkiwało 3 013 osób, a gęstość zaludnienia wynosiła 83 osoby/km².